# 華南銀行
華南銀行（かなんぎんこう）は台湾・台北市信義区に本社を持つ、台湾を代表する大手商業銀行の一つである。かつては第一銀行 (台湾)・彰化銀行とともに「省属三商銀（台湾省所属の三商銀）」と呼ばれた。
前身は日本統治時代の1919年に台北市表町（現在の台北市館前路付近）で設立された「株式會社華南銀行」であり、台湾・日本・華南・東南アジア・南洋地域間における、商業貿易に関する為替等の金融問題の解決と貢献を目的に、当地在住の華僑及び日本人が中心となり、合同で設立した銀行である。
戦後、中国国民党が台湾を接収、同時に中華民国政府は日本籍株主の株式を接収した。1947年に台湾信託公司を吸収合併・当行信託部となり、「華南商業銀行」として正式に発足した。
2001年には永昌綜合證券と経営統合を行い華南金融控股が成立し、同時に当フィナンシャル・ホールディングスの子会社となった。